# Haiok, Bila Țerkva
Haiok (în ucraineană Гайок) este un sat în comuna Vilna Tarasivka din raionul Bila Țerkva, regiunea Kiev, Ucraina.

## Demografie
Componența lingvistică a localității Haiok
     Ucraineană (96,52%)
     Rusă (3,21%)
Conform recensământului din 2001, majoritatea populației localității Haiok era vorbitoare de ucraineană (96,52%), existând în minoritate și vorbitori de rusă (3,21%).